# Балестер (точка)

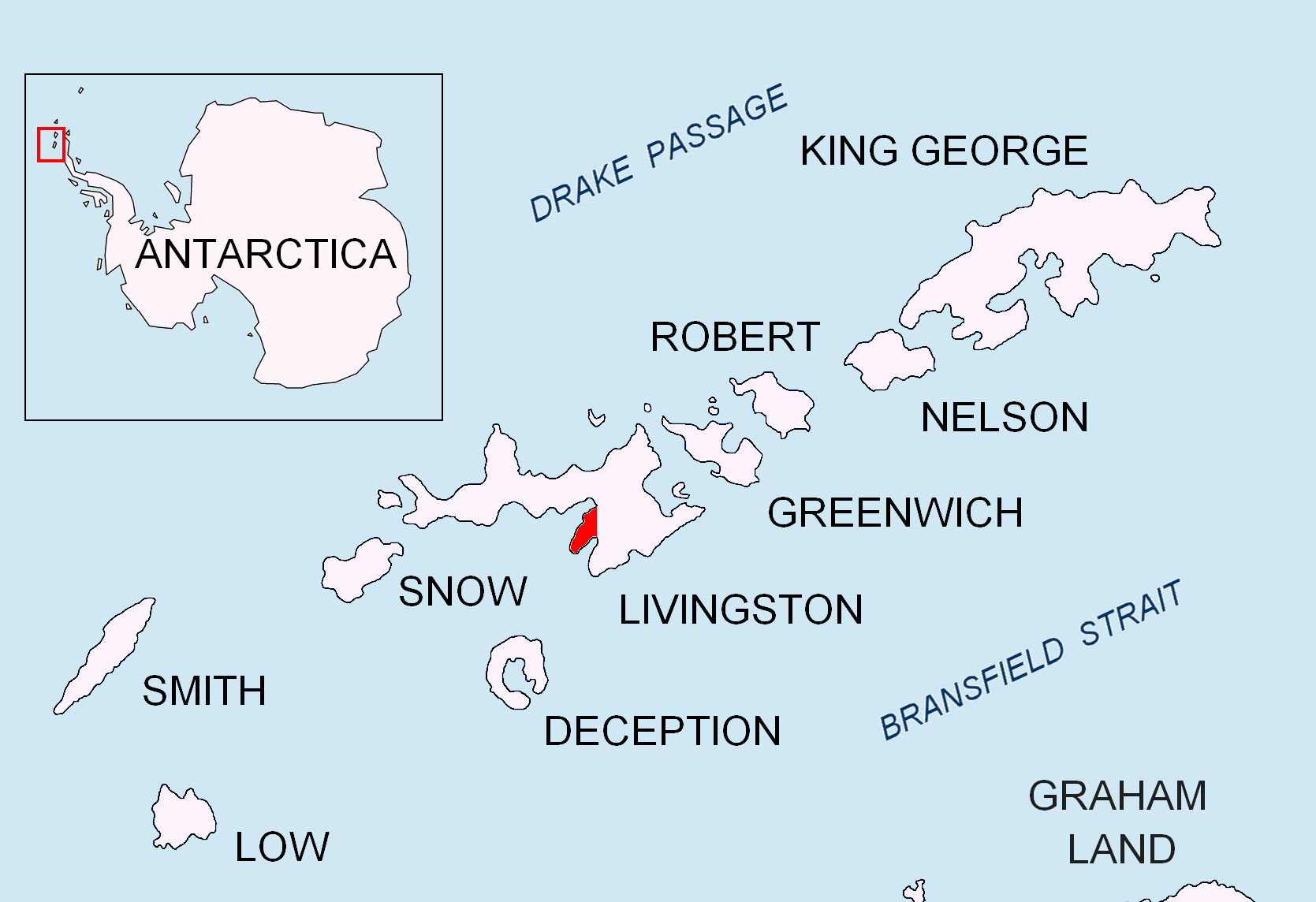
Розташування півострова Херд на острові Лівінгстон на Південних Шетландських островах.

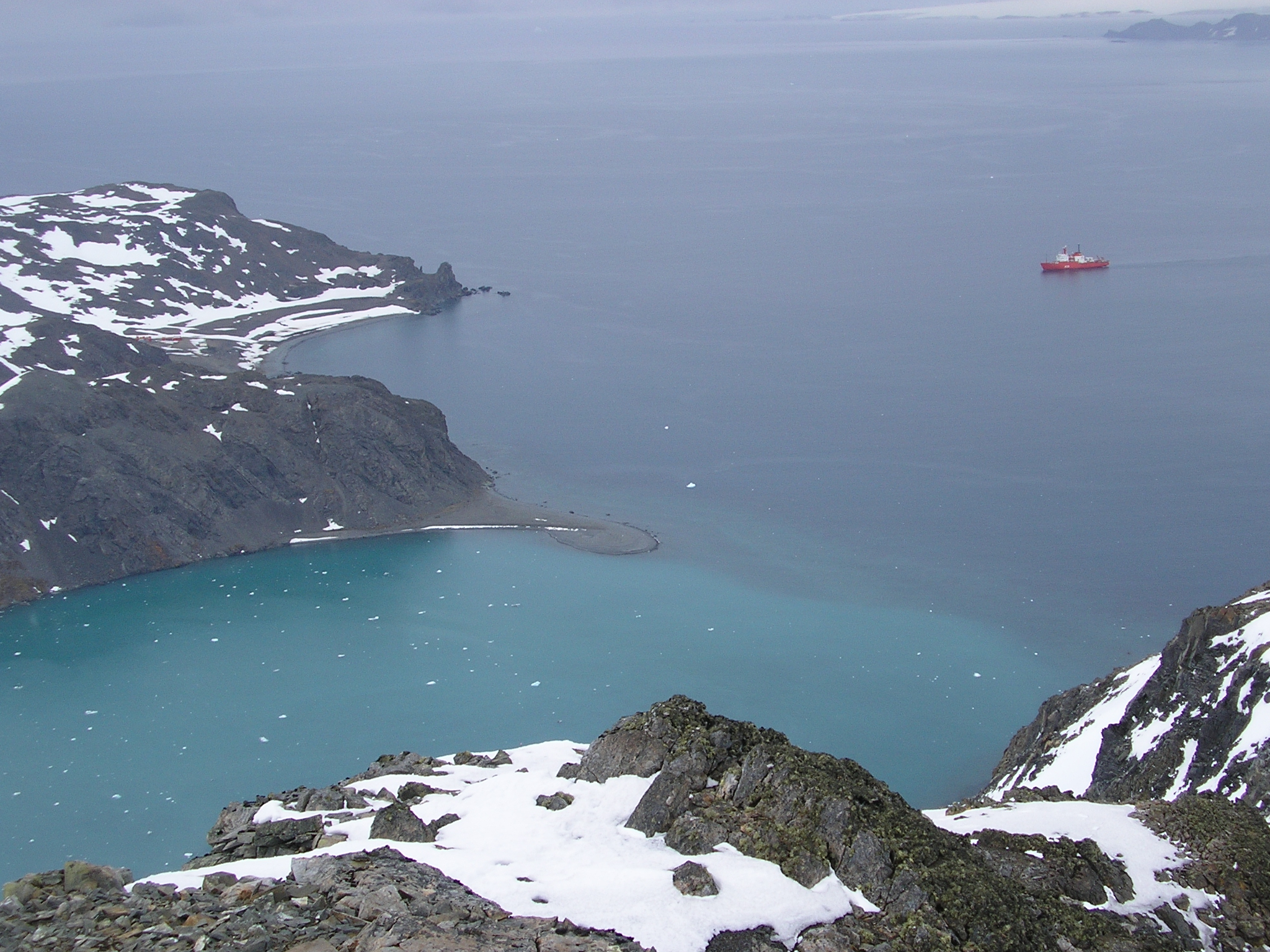
Точка Баллестер з хребта Шарруа.

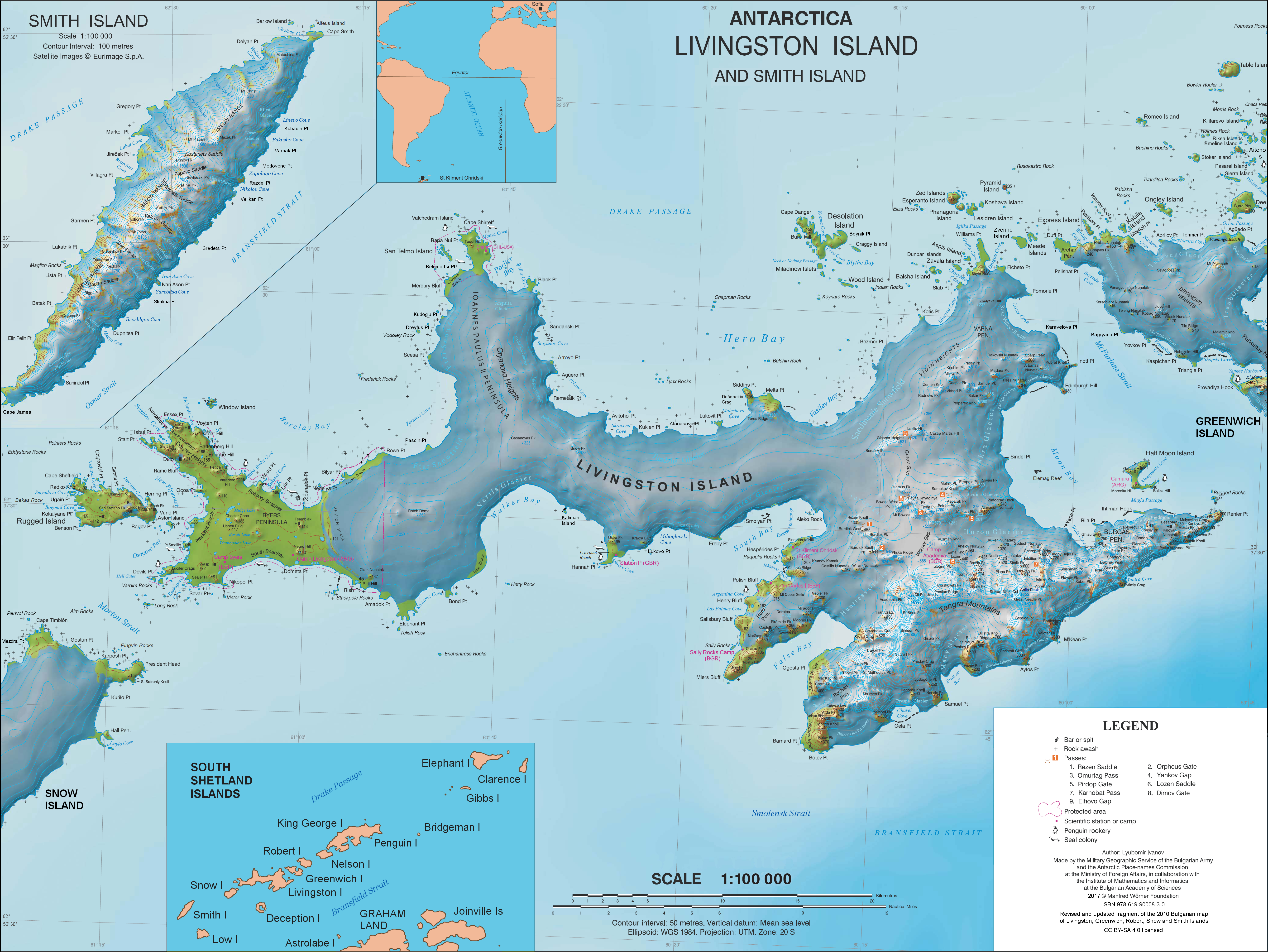
Топографічна карта островів Лівінгстон та Сміт.

Точка Балестер (Bulgarian, 'Nos Ballester' \ 'nos ba-'les-ter \) - це точка, що утворює південну сторону входу в док Джонсонса та північно-східну сторону входу в бухту Іспаньола на півострові Херд, острів Лівінгстон на Південних Шетландських островах, Антарктида. Район відвідали герметики початку XIX століття, що діяли з доку Джонсонса.
Ця точка названа на честь Антоніо Баллестера, доайеном Іспанської антарктичної програми.

## Розташування
Точка знаходиться за координатами 62°39′28″ пд. ш. 60°22′31″ зх. д. / 62.65778° пд. ш. 60.37528° зх. д., що становить 4,95 км на південний захід від точки Еребі, 1,55 км на південь від Поля Хесперидеса та 7.6 км на північ на північний схід від Мієрс-Блаффа  Британське картографування у 1822 та 1968 роках, детальне іспанське картографування у 1991 році, болгарське картографування у 1996, 2005 та 2009.

## Карти
- Ісла Лівінгстон: Півострів Херд. Карта топографіки де ескала 1: 25000. Мадрид: Servicio Geográfico del Ejército, 1991. (Карта відтворена на стор. 16 зв’язаного твору)
- Л. Л. Іванов. Острів Лівінгстон: Центрально-Східний регіон . Масштаб 1: 25000 топографічної карти. Софія: Антарктична комісія з географічних назв Болгарії, 1996.
- Л.Л. Іванов та ін., Антарктида: острів Лівінгстон та острів Гринвіч, Південні Шетландські острови (від Англійської протоки до протоки Мортон, з ілюстраціями та розподілом крижаного покриву), масштаб 1: 100000 карта, Антарктична комісія з географічних назв Болгарії, Міністерство Закордонних справ, Софія, 2005.
- Л. Л. Іванов. Антарктида: острови Лівінгстон та Гринвіч, Роберт, Сноу та Сміт [Архівовано 24 квітня 2008 у Wayback Machine.] . Масштаб 1: 120000 топографічної карти. Троян: Фонд Манфреда Вернера, 2009.
- Антарктична цифрова база даних (ADD). [Архівовано 5 березня 2017 у Wayback Machine.] Масштаб 1: 250000 топографічної карти Антарктиди. Науковий комітет з антарктичних досліджень (SCAR). З 1993 року регулярно модернізується та оновлюється.
- Л. Л. Іванов. Антарктида: острів Лівінгстон та острів Сміт . Масштаб 1: 100000 топографічної карти. Фонд Манфреда Вернера, 2017.ISBN 978-619-90008-3-0

## Зовнішні посилання
- Баллестер Пойнт. [Архівовано 15 лютого 2020 у Wayback Machine.] Супутникове зображення Copernix

Ця статя містить інформацію з Антарктичної комісії з географічних назв Болгарії, яка використовується з дозволу.